# Джон Мюррей Форбс
Джон Мюррей Форбс (англ. John Murray Forbes; 23 лютого 1813 — 12 жовтня 1898) — американський залізничний магнат, торговець, філантроп і борець за скасування смертної кари У 1850-х роках він був президентом Мічиганської центральної залізниці та Чикаго, Берлінгтона та Квінсі. Він продовжував вести справи з Russell &amp; Company.

## Раннє життя
Форбс народився 23 лютого 1813 року в Бордо, Франція. Його батько, Ральф Беннетт Форбс, був членом родини Форбс, що походить від шотландських іммігрантів, які даремно намагалися розпочати торгівлю з Бордо. Його мати, Маргарет Перкінс, була членом бостонської династії брахманів Перкінса, яка брала участь у торгівлі Китаєм. Серед його братів і сестер його старшим братом був Роберт Беннет Форбс, морський капітан і китайський купець.
Його дядьком по батькові був Джон Мюррей Форбс, юрист і дипломат, а дядьком по матері був купець Томас Хендасид Перкінс. Серед його двоюрідних братів був ботанік Френсіс Блекуелл Форбс.
У 1814 році його батьки повернулися до будинку капітана Роберта Беннета Форбса в Мілтоні, штат Массачусетс. Форбс відвідував школу в Академії Філліпса в Андовері, штат Массачусетс, потім у школі Раунд Гілл у Нортгемптоні, штат Массачусетс, з 1823 по 1828 рік.

## Кар'єра

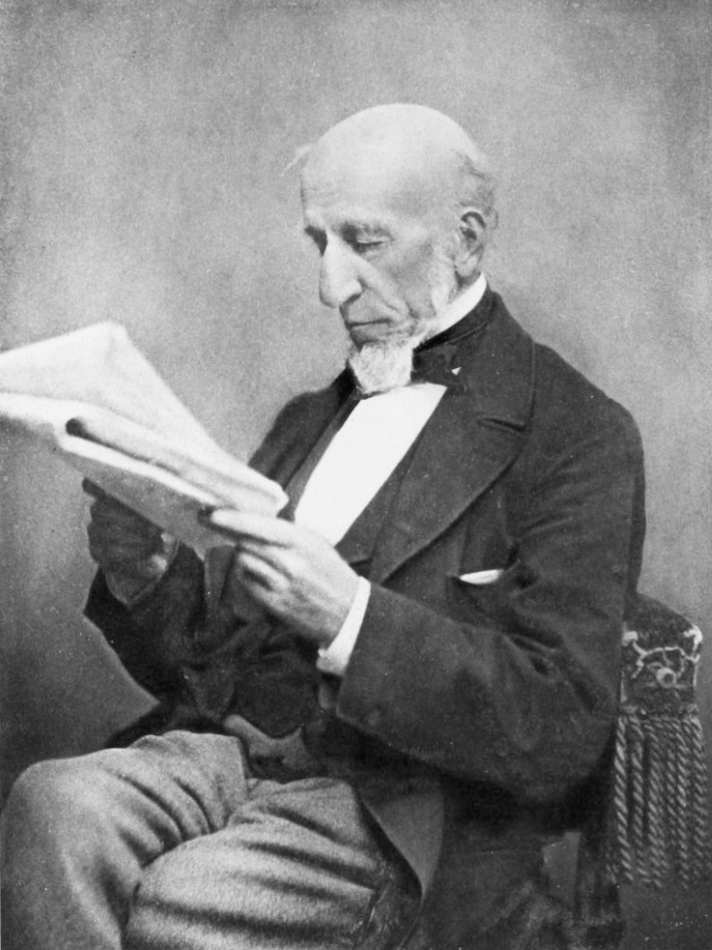
Форбс у 1968 році

Форбс був одним із трьох братів, посланих їхнім дядьком до Гуанчжоу, Китай, і досяг певного фінансового успіху за короткий час, проведений у торгівлі опіумом у Кантоні. Однак, на відміну від свого брата Роберта, який присвятив себе торгівлі Китаєм, Форбс повернувся до Бостона і став першим інвестором залізниці та землевласником.
Як і у випадку з Джеєм Гулдом та Е. Х. Гарріманом, Форбс був важливою фігурою в розбудові американської залізничної системи. З 28 березня 1846 року по 1855 рік він був президентом Мічиганської Центральної Залізниці, він був директором і президентом Chicago, Burlington and Quincy Railroad, він сприяв зростанню американського Середнього Заходу. Крім того, він заснував JM Forbes &amp; Co., інвестиційну компанію в Бостоні в 1838 році.
У 1860 році він був виборцем від Авраама Лінкольна. Він обіймав посаду голови Республіканського національного комітету під час адміністрації президента Авраама Лінкольна. Непохитно прихильний до Союзу, йому приписують заснування Товариства лояльних публікацій Нової Англії на початку 1863 року (Smith 1948). Після громадянської війни Форбс був обраний компаньйоном 3-го класу (почесним) Військового ордена Вірного Легіону Сполучених Штатів.

## Особисте життя
Форбс одружився з Сарі Суейн Гетевей (1813–1900). Вони проживали в Мілтоні, штат Массачусетс, і проводили літо на острові Наушон в окрузі Дьюкс, штат Массачусетс. У них було двоє синів і чотири дочки:
- Еллен Рендольф Форбс (1838–1860)[8].
- Еліс Гетевей Форбс (1838–1917), яка вийшла заміж за Едварда Монтегю Кері (1828–1888) у 1875 році[8]
- Вільям Гетевей Форбс (1840–1897), який одружився з Едіт Емерсон (1841–1929), донькою поета Ральфа Волдо Емерсона[9]. Вільям став першим президентом Американської телефонно-телеграфної компанії та батьком Вільяма Кемерона Форбса[10].
- Мері Гетевей Форбс (1844–1916), яка вийшла заміж за Генрі Стергіса Рассела (1838–1905) у 1863 році[8].
- Джон Малкольм Форбс (1847–1904), яхтсмен і вершник, який одружився з Сарі Коффін Джонс (1852–1891) у 1873 році[8].
- Сара Форбс (1853–1917), яка вийшла заміж за Вільяма Гастінгса Г’юза (1833–1909) у 1887 році[6].

Форбс помер від запалення легенів 12 жовтня 1898 року в Мілтоні, штат Массачусетс.